# 她她
她她，港台女子組合，成員為Kartina和Penny。兩人於2013年開始通過網絡上載翻唱流行歌曲的視頻，包括三天內超過300,000點擊率的《愛你》及超過200,000點擊率的《入陣曲》，曾被台灣媒體封“小S.H.E”的稱號，並先後被邀請上《康熙來了》，《大學生了沒》及《綜藝大熱門》等當紅節目作嘉賓。現為上騰制作旗下歌手，於2014年推出第一首派台曲《約定》。2015年參加浙江衛視節目《中國好聲音》第四季，演唱《Bang Bang》。隨後，參加珠江頻道選秀節目《麥王爭霸》的比賽，最終止步於全國八強；同年作為踢館選手參加第八屆《超級星光大道》第十二期的踢館賽，並踢館成功。2016年擔任廣東衛視全媒體造星音樂真人秀節目《我是直播歌手》形象大使、打氣導師及評委。

## 成員背景

### Kartina（奚漪）
Kartina來自香港，5歲的時候開始學習古典鋼琴；她6歲時在香港加入兒童合唱團；11歲時就已經代表香港，隨著合唱團到北京、馬來西亞、新加坡等國家參加比賽，並獲得優異成績；她曾經於香港校際音樂節榮獲多個歌唱獎項；12歲的時候更以鋼琴獎學金，考進英國北安普頓一名校；居英期間，她曾獲得「英國音樂節」歌唱及鋼琴多個獎項；2012年，於「英國現代音樂學院」歌唱表演系畢業。

### Penny（余姿昀）
Penny來自台灣，5歲的時候開始學習古典鋼琴；她11歲時學習法國號（法國圓號）；12歲時已考取平鎮國中管樂班，擔任法國號首席，並於三年內共獲全國管樂比賽第一名等多個獎項；15歲的時候以主修法國號、副修鋼琴考取國立武陵高級中學的音樂班，高中時更參加了流行音樂社，開始接觸流行及搖滾音樂，擔任主唱三年，多次獲得校園歌唱比賽第一名；她曾跟隨臺灣知名歌唱老師秀珠老師學習，亦曾參與過配唱電視廣告等工作；大學時期，她參加不同的歌唱比賽、認識了前經理人、簽約上海創翊音樂臺灣部門、與兩位朋友Kartina、岡怡一同學習歌唱、舞蹈。

## 組合簡介

### 她她組合
來自台灣的余姿昀Penny，與來自香港的Kartina，她們本來互不相干。當年，Kartina到英國學習音樂，機緣巧合之下來到台灣參加一個歌唱比賽，後來更被唱片公司發掘。余姿昀Penny則同樣參加歌唱比賽而被發掘。其後，她們透過一個歌唱老師的介紹下認識彼此，發現大家同樣喜歡R&B的音樂作品，也視Avril Lavigne為偶像。由於對音樂的追求、音樂理念等不謀而合，並發現自己與對方的聲音更恰好能互補，Kartina的聲音較為厚和及低沉，Penny的聲音則高音及響亮，她們合唱和音時，更見特色。因此消除了兩人之間的語言隔閡，她們並開始改編及翻唱歌曲。
2013年2月，余姿昀、Kartina和林岡怡（現改名為林妍柔）上載合唱數曲《愛你》到分享网站Youtube，並成為臉書的熱門轉貼影片。其後持續上載合唱視頻到網上。三人因歌聲清亮，人氣高漲，更被稱為「新一代S.H.E」，備受网上關注。先后被邀請上“康熙來了”及“大學生了沒”等當紅節目，並接受媒體採訪。當時，有消息指三人會以女子組合出道，並推出專輯，但後來三人各自發展。
2014年余姿昀與Kartina二人因翻唱五月天的「入陣曲」而重新受到關注。並於同年正式成為框格音樂旗下歌手，組成了新晉女子組合「她她」。
其組合名“她她”源自於她們認為「她」字很特別，不論廣東話或普通話，兩者發音均為一樣，而且繁體與簡體的寫法都為相同，因此認為可以代表他們兩人即使來自不同地方，處於不同的文化，音樂大同，信念都能夠一致。

### 正式出道
2014年初，她她經著名音樂人陳少寶慧眼相中，正式組成她她組合進軍樂壇，並以翻唱一首王菲的《約定》，於2014年5月正式出道樂壇。2015年夏天，她她參加了《中國好聲音》第四季，演唱《Bang Bang》，雖然盲選未能獲4位導師轉身，但網上人氣卻因周杰倫事後大加讚賞而不斷飆升。

## 音樂作品
| 作品名稱     | 作品類型 | 發行日期 | 曲目                                      | 獲獎紀錄                                                                                     |
| ------------ | -------- | -------- | ----------------------------------------- | -------------------------------------------------------------------------------------------- |
| 約定         | 單曲     | 2015年   | 約定                                      | 沒有獲獎                                                                                     |
| 本公主不要   | 單曲     | 2015年   | 本公主不要                                | “廣州新音樂十大金曲排行榜”最佳新組合獎、2015年度十大金曲、第三季度金曲金獎、最高播放率金曲獎 |
| 還想當個公主 | 單曲     | 2015年   | 還想當個公主                              | “廣州新音樂十大金曲排行榜”最佳新組合獎、2015年度十大金曲、第三季度金曲金獎、最高播放率金曲獎 |
| 陪我數星星   | 單曲     | 2016年   | 陪我數星星                                | “廣州新音樂十大金曲排行榜”2016年度第三季十大金曲                                             |
| 世界好氣氛   | 單曲     | 2017年   | 世界好氣氛 (與 原武、陳卓賢、容穎賢 合唱) | 暫時沒有                                                                                     |
| 她剪她髮     | 單曲     | 2017年   | 她剪她髮                                  | 暫時沒有                                                                                     |
| 不絕         | 單曲     | 2017年   | 不絕                                      | 暫時沒有                                                                                     |
| 或許我       | 單曲     | 2017年   | 或許我                                    | 暫時沒有                                                                                     |

### 派台歌曲成績
| 派台歌曲成績 | 派台歌曲成績 | 派台歌曲成績 | 派台歌曲成績 | 派台歌曲成績 | 派台歌曲成績 | 派台歌曲成績               |
| ------------ | ------------ | ------------ | ------------ | ------------ | ------------ | -------------------------- |
| 唱片         | 歌曲         | 903          | RTHK         | 997          | TVB          | 備註                       |
| 2014年       |              |              |              |              |              |                            |
|              | 約定         | -            | -            | -            | -            | 翻唱王菲歌曲               |
| 2015年       |              |              |              |              |              |                            |
|              | 本公主不要   | -            | -            | -            | -            |                            |
| 2017年       |              |              |              |              |              |                            |
|              | 世界好氣氛   | -            | -            | -            | -            | 與原武、陳卓賢、容穎賢合唱 |
|              | 她剪她髮     | -            | 20           | -            | -            | ot.梁詠琪 - 短髮           |

| 各台冠軍歌總數 | 各台冠軍歌總數 | 各台冠軍歌總數 | 各台冠軍歌總數 | 各台冠軍歌總數    |
| -------------- | -------------- | -------------- | -------------- | ----------------- |
| 903            | RTHK           | 997            | TVB            | 備註              |
| 0              | 0              | 0              | 0              | 四台冠軍歌總數：0 |

- （*）表示仍在榜上
- （(1)）表示兩週冠軍
- 粗體表示四台冠軍歌

## 廣告代言
| 年份      | 代言產品            |
| --------- | ------------------- |
| 2014-2015 | i-Sim開心遊港電話卡 |

## 外部連結
- YouTube上的她她頻道
- 她她的Facebook專頁
- 她她-TATA的新浪微博
- Kartina卡緹娜的新浪微博
- Penny_姿昀的新浪微博
- Kartina的Instagram帳戶
- Penny的Instagram帳戶